# Systoliske blodtryk
Det systoliske blodtryk er det tryk blodet udøver på hjertets indre karvæg, når hjertet trækker sig sammen og pumper blod ud i kroppen.
| Fysiologi | Spire Denne artikel om fysiologi er en spire som bør udbygges. Du er velkommen til at hjælpe Wikipedia ved at udvide den. |